# 유물사관
유물사관(唯物史觀, 영어: materialist historiography) 또는 마르크스주의 역사학(영어: Marxist historiography)은 마르크스주의의 영향을 받은 역사관 및 역사학파다. 유물사관의 최우선 교리는 사회계급과 경제적 제약이 역사적 결과를 도출하는 중심힘이라는 생각으로, 이를 역사적 유물론이라고 한다.
마르크스주의 역사학자들은 변증법적 유물론 및 역사적 유물론이라는 기본 개념에는 모두 동의하지만, 세부사항은 지역별 맥락과 정치적 맥락에 따라 달라진다. 마르크스주의 역사학은 노동계급과 피억압민족의 역사를 기술하는 데 주요한 기여를 했으며, 아래로부터의 역사를 기술하는 방법론을 제공했다.
일부 비판자들은 마르크스주의 역사학이 결정론적이라고 지적하였는데, 이들은 역사의 방향이 무계급 사회라는 최종상태를 향한다는 전제를 가지고 시작하기 때문이다. 한편 모든 마르크스주의 역사관이 사회주의에 입각한 것은 아니다. 계급 분석과 같은 유물사관 특유의 방법론은 마르크스주의의 본래 정치적 의도 및 그 결정론적 본질에서 분리될 수 있으며, 유물사관의 방법론을 차용하면서 마르크스주의 정치에는 동의하지 않는 역사학자들도 있다.

## 같이 보기
- 일상사
- 생산양식
- 역사적 유물론
- 역사철학
- 역사주의